# 采尼亞瓦
48°33′1″N 25°7′29″E / 48.55028°N 25.12472°E
采尼亞瓦（烏克蘭語：Ценява），是烏克蘭的村落，位於該國西部伊萬諾-弗蘭科夫斯克州，由科洛梅亞區負責管轄，始建於1940年，面積14.43平方公里，2001年人口1,655，人口密度每平方公里114.7人。